# パワーレンジャー・サムライ
『パワーレンジャー・サムライ』（Power Rangers Samurai）は、アメリカ合衆国のテレビドラマ。日本の特撮テレビドラマシリーズ「スーパー戦隊シリーズ」の英語版ローカライズ作品「パワーレンジャーシリーズ」の第18シーズン、第16作目にあたる。日本で2009年に放映されたスーパー戦隊シリーズ第33作『侍戦隊シンケンジャー』をベースとしている。パワーレンジャーシリーズ初のハイビジョン制作の作品である。
第1シーズンは2011年2月7日から同年12月10日にかけてニコロデオンで放送。2012年2月18日から、同年12月15日まで第2シーズン（シリーズ第19シーズン）となる『パワーレンジャー・スーパーサムライ』(Power Rangers Super Samurai)が放送された。各シーズン全22話。

## 概要
2009年の『パワーレンジャー・RPM』の終了後、ディズニーは新作の製作を中止し、2010年は『マイティ・モーフィン・パワーレンジャー』のリマスター版を放送していたが、2008年から行われた交渉の末、2010年5月にシリーズの権利はディズニーからサバン・キャピタル・グループに移り、東映と新シリーズの製作配給契約を結ぶ。
サバン・キャピタルは本シリーズを買収した際にブランド管理会社サバン・ブランドを設立。同社が本作品以降のシリーズの配給を手がけている。
配給会社の変更に伴い、放送局もABC放送などのディズニー傘下の放送局からニコロデオン系列へ変更された。
制作はサバン・ブランドとニュージーランド・オークランドのパワーレンジャー・プロダクションが手がける。
サバン側の意向により本作品以降、パワーレンジャーシリーズは2シーズン制となり、1つの作品を2年に分けて放送する形式となった。
シリーズ初期作品の雰囲気を出したいという意向から、『マイティ・モーフィン・パワーレンジャー』から『ロスト・ギャラクシー』までバルク役で出演したポール・シュリアーが同役で出演、『S.P.D』で悪の首領を演じたレネ・ナウファフや『ワイルドフォース』でレッドを演じたリカルド・メディナJr（本作品ではリック・メディナ名義）などパワーレンジャーシリーズ出演経験者がレギュラー出演している。
スタッフ面では『マイティ・モーフィン・パワーレンジャー』から『ワイルドフォース』までプロデューサーを務めたジョナサン・ヅァクワーが製作総指揮を務める。ヅァクワーが小林靖子の脚本を好んでいることから、基本的に物語の大筋は原作に沿っており、カット割なども原作に忠実に作られているが、レンジャーたちはレッドと他の4名の間には主従関係がない。
初期に書かれた脚本にハイム・サバンが難色を示したことから、ブライアン・カセンティーニはサバンが求める番組作りとジョナサン・ヅァクワーが求める番組作りのギャップを埋めるため、かつてFox Kidsでともに働いていたジェームズ・W・ベイツに脚本家を紹介するように依頼。ベイツ自身が脚本を書くことを提案し、ストーリーエディターとなる。シンケンジャーに忠実なシナリオを求めることを優先して制作スケジュールに遅れが生じる事態となっていた。ベイツはすでに書き上がっていた15本分の脚本をリライトし、5話本の脚本を書き、総集編の構成を行っており、その時点で97日以内にに第1シーズンを全話撮影する必要があった。第2シーズンに関してはシンケンジャーに忠実な方向性は変わらないが、ベイツはストーリーのコントロールが上手くできたと述べており、自身が参加したパワーレンジャーシリーズでは最も満足度が高い作品であると述べている。
2010年夏から番組制作が始まり、2011年6月13日にクランクアップした。

## 登場人物

### サムライレンジャー

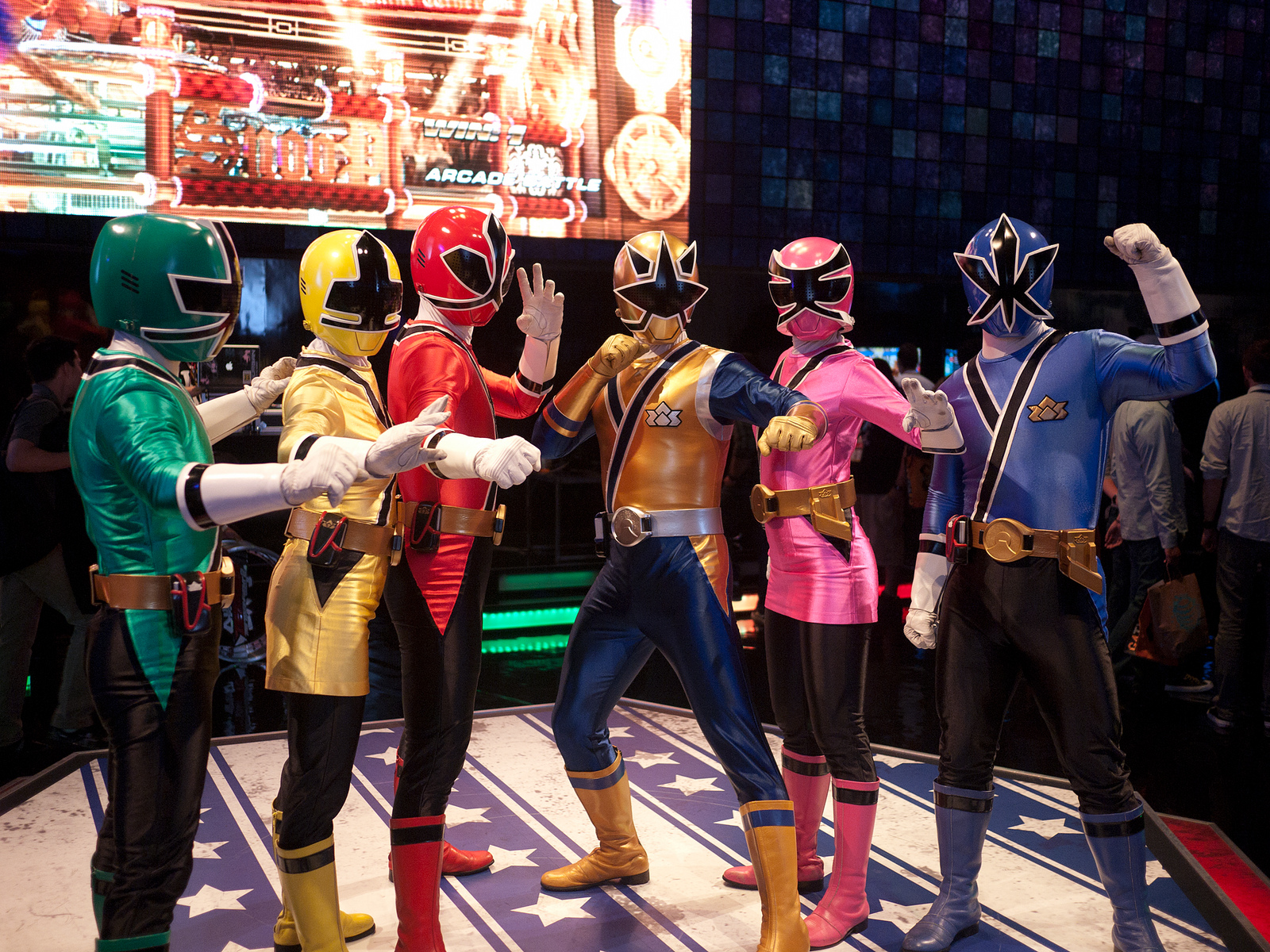

シバハウスで侍としての修行をするチームメイトたち。
ジェイデン・シバ / レッドレンジャー（シンケンレッド）
サムライレンジャーのリーダー。火のエレメントを操る。
優しく爽やかな青年でチームワークを重視するなど、原作の志葉丈瑠（シンケンレッド）とは対照的な部分がある。
彼には何か秘密がある模様で、その鍵を握っていたのがローレンである。
ケビン / ブルーレンジャー（シンケンブルー）
サムライレンジャーのサブリーダー。水のエレメントを操る。
厳格な父親からサムライの世界の掟と作法を教わった。真面目で几帳面、時間に正確な性格の水泳選手であり、幼少のころから父の指導のもとオリンピックを目指していたが、現在はサムライとしての使命を果たすのを優先している。
歌舞伎と水泳という違いを除けば原作の池波流ノ介（シンケンブルー）にほぼ準じたキャラである。
ミア・ワタナベ / ピンクレンジャー（シンケンピンク）
チームのお姉さん的存在。天のエレメントを操る。
自信家で、特に自身の外見に誇りを持っているが原作の白石茉子（シンケンピンク）と同様に料理が下手で、チキンを焼けば黒焦げになったり、怪しい新作料理を作ったり、スピンソードで野菜を切り刻む場面がある。
マイク / グリーンレンジャー（シンケングリーン）
ゲーム好きなムードメーカー。木のエレメントを操る。
優秀なサムライだが、やや乱暴で反抗的な面があり失言で失敗することも。一度、修行の辛さに耐え切れずチームを抜け出すのだが、友達がナイロックとの戦闘に巻き込まれたのをきっかけに再びチームに加わった。
肩書きが優秀なサムライという点は高校生だった原作の谷千明（シンケングリーン）とは正反対と取れるがそれ以外は基本的に千明に準じている。
エミリー / イエローレンジャー（シンケンイエロー）
チームの中では最年少で、無邪気な性格。土のエレメントを操る。
病に倒れた姉のセリナに代わりイエローレンジャーとなるというのは原作の花織ことは（シンケンイエロー）に通ずるものがあるが、ドジっぷりはことはよりも派手である。
アントニオ・ガルシア / ゴールドレンジャー（シンケンゴールド）
ジェイデンの幼馴染。市場の魚屋の息子で、自身も釣った魚を調理して売り歩いている。メカいじりが得意で、サムライモーファーなどの装備も自作した。
子供のころから侍になることに憧れており、一家で引っ越したためジェイデンと長年別れていたものの我流で特訓を行い6番目のレンジャーになるためにジェイデンの元に舞い戻った。
「夜逃げしてきた寿司屋の息子」と「引っ越してきた市場の魚屋の息子」であるという違いを除けば、原作の梅盛源太（シンケンゴールド）とほぼ同じである。
ローレン・シバ / レッドレンジャー（姫シンケンレッド）
ジェイデンの姉で、彼と同じく火のエレメントを操ることができる。
本来なら彼女がレッドレンジャーとなる筈であったのだが、とある理由で幼いころにシバ家を出て、どこかに隠れ住み、後にレッドレンジャーとして先代のサムライザーを引き継いで登場した。
原作からはシバ一族に関する設定が大幅に変更されているものの、レッドレンジャーを巡るジェイデンとの関係は原作における志葉薫（姫シンケンレッド）と丈瑠のそれとほぼ一致する。

### 協力者
メンター・ジイ
サムライレンジャーの師匠で剣の達人である老人。ジェイデンの秘密を知っている模様。
ファーカス・バルクマイアー
通称バルク。パワーレンジャー第1シーズンからたびたび登場する名脇役。
サムライレンジャーの登場に触発されたバルクは、旧友スカルの息子であるスパイクを立派なサムライに仕立て上げようとする。だが、バルク自身、自分の能力を買い被りがちである。
演じるポール・シュリアーがニュージーランドに長期滞在することが出来なかったため、ストーリーに絡まない形での登場が多い。
スパイク・スカロヴィッチ
バルクの旧友スカル（ユージン・スカロヴィッチ）の息子。バルクの的外れな支援を受けつつサムライを目指しているが、サムライを目指すための訓練はたいてい失敗に終わっている。ピンクレンジャーのことが好き。
キャスティング段階ではビッグ・ジャックとスキニー・マックという名の清掃員2人組がコメディリリーフとして予定されていた。
セリナ
エミリーの歳の離れた姉で、本来は彼女がイエローレンジャーになるはずだったが病に倒れたためエミリーが代わりに戦うことになった。
幼いころのエミリーが虐められて泣いていると常に慰めてきたので、自分が病に倒れた後は妹が自分の代わりにレンジャーになって危険な目に遭うことを心配して泣いていた。
ケビンの父
ケビンの水泳のコーチでもある。息子に幼いころから熱心に水泳の練習をさせる一方で、サムライの心得も教え込んできた厳格な男性。
ダイスケ
初代レンジャーの記念碑が祀られているサムライの聖地「テンゲンゲート」の守り人。ジェイデンたちにブラックボックスを託し、ナイロックに関する伝承を語った。
コーディ
シバハウスに伝わるブルゾードを守り続けてきた家系の少年。ジェイデンと協力してブルゾードの制御に成功する。その後も独自の技術を用いてレンジャーたちにサポートしている。
なお、原作における榊原ヒロと設定が似ているが、ヒロは父親を失っているのに対し、コーディの父は健在である。
テレンス・ワタナベ
ミアの弟で、愛称はテリー。医者を目指して医科大学に通いながらもバンドを結成し、ボランティアで患者の子供たちに歌を披露している。ミアを自身のバンド「レベル・ロケット」にスカウトしようとする。

### ナイロック一味（外道衆）
三途の川に浮かぶジャンク船から現れるモンスター集団。人間たちの涙で川の水を溢れさせ、生者の世界に乗り込んで支配しようと目論む。
マスター・ザンドレッド（血祭ドウコク）
赤い身体を持つナイロックのリーダー。
何代にも渡りサムレンジャーとの戦いを繰り広げており、ジェイデンの父により一時的に封印されていた。
頭痛に苦しむ日々を送りながらも、ジェイデンたちを何度も追い詰めた強敵である。
なお、原作でドウコクはよく酒を飲んでいたが、アメリカでは子ども向け作品での飲酒シーンの扱いを考慮してか、ザンドレッドが飲んでいるのはオクトローが調合した頭痛薬になっている。
オクトロー（骨のシタリ）
ザンドレッドの部下である参謀格。三途の川を溢れさせるための研究を行っており、自らの立てた作戦に応じて、たびたびモンスターを送り込んでいる。また、ザンレッドの頭痛薬の調合も行っている。
ダユウ（薄皮太夫）
ザンドレッドの側近である女幹部。かつては人間で、デッカーとは婚約者の間柄だったが、騙されてデッカーをナイロックにしてしまい、自身もナイロックとなった。
デッカーとは異なり、ナイロックになった後もかつての記憶は残されており、彼から贈られたギターが変化した三味線を大切に携えている。
デッカー（腑破十臓）
ナイロックの剣士で謎多き人物。かつては人間で、ダユウとは婚約者の仲だったが、火災で瀕死の重傷を負い、騙されたダユウの願いによりナイロックとなり、その際記憶を失いダユウとの過去も忘れている。その一方、身体の半分は人間のままであり元の姿に戻ることも可能である。
人間だったころから、ダユウから贈られたウラマサという剣を愛用しており、ジェイデンをウラマサに相応しい人物として付け狙い、彼の命を奪おうとする者はたとえナイロックであろうとも容赦なく切り捨てる。
念願だったジェイデンとの一騎討ちを果たすが、彼の捨て身の攻撃の前に敗れウラマサを折ってしまい、それを修復しようとセラーターに近づく。
セラータ（筋殻アクマロ）
ナイロックの軍師。
かつてダユウを騙して、彼女とデッカーをナイロックに引き入れる。内心ではザンドレッドのことは弱いと思っており、彼のことを見下している。特殊な紙を切ることでパピロックスと呼ばれる巨大なモンスターを召喚することができる。
初期の頃は出てこなかったが、ダユウの三味線とデッカーのウラマサが使い物にならなくなったのを機に再びダユウたちと接触し、何らかの作戦のために動き出す。
ムーガー（ナナシ連中）
ナイロックの戦闘員。
赤い頭を持ち、弓や剣を用いて戦う。巨大な個体も存在する。
スプリットファング（ノサカマタ）
ナイロックの戦闘兵。ワニのような頭を持ち、噛み付き攻撃が得意。巨大な個体も存在する。

## 装備・戦力
サムライザー（ショドウフォン）
初期メンバー5人の携帯電話型変身装置。サムライシンボルを空中に投影することでスーツを形成する。変身コードは「ゴー・ゴー・サムライ！」。また、フォールディングゾードを巨大化させ、メガモードとなって搭乗する際にも用いる。
原作と機能はほぼ同じだが、ジェイデンたちが使用しているものは筆に変形する機構は無い。
一方、ローレンが使用するものは原作のショドウフォンと同じ形状であるため、筆に変形する機構もある。そしてこちらはローレン曰く、元は彼女の父親が使っていたものらしい。
サムライザーホルダー（ショドウフォンホルダー）
玩具。サムライザー収納ホルダー。
スピンソード（シンケンマル）
レンジャーの主要武器。レンジャーのベルトの収納部から取り出したディスクを柄に取り付けて鍔とすることで起動する。
ディスクを回転させることで鍔がプラキシノスコープとして働き、ディスクに込められた能力を引き出すことで威力が上がる。
サムライメガブレード
メガモードのレンジャーが使用する武器。スピンソードが変化した折り畳み式の剣で、ゾードの操縦にも用いられる。折り畳むことで剣→操縦桿型に変形。
ゴールドレンジャーはスピンソードを持たないが、メガモードに変化する際に手元に出現している。
メガモードと同様に本作品オリジナルの装備である。
秘伝パワーディスク（秘伝ディスク）
スピンソードなどの武器にセットして使うディスク型のアイテム。必殺技の発動やゾードの召喚が可能。
秘伝パワーディスクバックル（秘伝ディスクバックル）
秘伝パワーディスクの収納バックル。
メガモード
ゾードのコックピットに乗り込む際にレンジャーたちが変身する形態。クロウアーマーメガゾード搭乗時にはスーパーメガモード、シャークアタックモード時にはメガシャークモードとそれぞれ専用の形態に変化する。
- 玩具展開ではこの形態をメインとすることが考えられており、フィギュアとしての見栄えを意識したデザインとなっている。デザイン画ではハイパーモード。デザインは野中剛が担当。野中は、新規スーツを登場させることから、玩具的でない実写映えする質感やディテールを意図したことを述べている。しかし、本作品では日本版の映像を積極的に流用するという方針であったことから、コックピットでの登場にとどまった。

ギャップセンサー（スキマセンサー）
ナイロックの出現を感知するセンサー。
ファイヤースマッシャー（烈火大斬刀）
レッドレンジャーの専用武器。赤い大太刀。ジェイデンがファイヤーディスクを取り付けたスピンソードから変化する。
ビートルディスクなどと組み合わせることでキャノンブラストモード（大筒モード）となる。
ハイドロボウ（ウォーターアロー）
ブルーレンジャーの専用武器。水の矢を放つ青い弓。ケビンがウォーターディスクを取り付けたスピンソードから変化する。
スカイファン（ヘブンファン）
ピンクレンジャーの専用武器。突風を巻き起こすピンク色の扇。ミアがスカイディスクを取り付けたスピンソードから変化する。
フォレストスピア（ウッドスピア）
グリーンレンジャーの専用武器。緑色の槍。マイクがフォレストディスクを取り付けたスピンソードから変化する。
アーススライサー（ランドスライサー）
イエローレンジャーの専用武器。黄色の手裏剣。エミリーがアースディスクを取り付けたスピンソードから変化する。
サムライモーファー（スシチェンジャー）
ゴールドレンジャー専用の携帯型変身装置。サムライザーと同型なので、ディスクをセットする機構は無く、コードを入力することによってレンジャーへの変身およびゾードの召喚を行う。変身コードは「ゴールドパワー！」。
バラクーダブレード（サカナマル）
ゴールドレンジャーの専用武器。魚型の小刀。バラクーダとはカマスという海水魚の英名である。
秘伝パワーディスクバックルゴールドバージョン（秘伝ディスクバックルゴールドVer）
ゴールドレンジャー秘伝パワーディスクの収納バックル。
ブラックボックス（インロウマル）
初代レッドレンジャーが生み出したとされる魔除けのアイテム。未完成の状態でテンゲンゲートに保管されていた。
アントニオが苦労の末に完成させ、秘伝パワーディスクの力でレンジャーたちの誰か1人をスーパーサムライレンジャー（スーパーシンケンジャー）にパワーアップすることができるようになった。
スピンソードやサムライメガブレードと合体し、スーパースピンソードやスーパーサムライメガブレードにパワーアップさせることが可能。
ブルバズーカ（モウギュウバズーカ）
コーディが開発した、ブルゾードを模した大砲。剣術を中心に戦うサムライレンジャーにとっては貴重な飛び道具であり、スーパースピンソードと合体することでスーパーブルバズーカとなりさらに強力な砲撃を放つことが可能。
メガゾードを操縦する際に使用することでゾードの武器とすることもでき、スーパーメガブレードと合体することでショウグンスピアーという槍のような武器になる。
ショーグンモード
ショーグンディスクとショーグンバックルによってパワーレンジャーが強化された形態で、サムライギガゾード操縦時に変身する。ブルバズーカとメガブレードが合体したショーグンスピアを武器とする。当初はメガモードと同じくゾード操縦時にのみ変身していたが、最終決戦ではこの姿のレッドレンジャーがザンドレッドと戦った。
- 本作品よりパワーレンジャーシリーズが2年展開となったため、スーパーサムライレンジャーに続くさらなるパワーアップとして用意された。

### ゾード（折神）
サムライレンジャーの操る式神。レンジャーがそれぞれ所有しているものはフォールディングゾードと呼ばれ、エンブレム形態から動物形態へと展開する。「超」のサムライシンボルにより巨大化し、「合」のサムライシンボルによりメガゾードへ合体する。
- 原作のコクピットの金屏風などの描写がアメリカ人には理解しづらいことから、SF風のコクピットのセットが新規に作られている[16]。

ライオンフォールディングゾード（獅子折神）
ジェイデンのゾードで、合体の際には胴体となる。エンブレム形態は五角形。
ドラゴンフォールディングゾード（龍折神）
ケビンのゾードで、合体の際には右脚と兜となる。エンブレム形態は六角形。
タートルフォールディングゾード（亀折神）
ミアのゾードで、合体の際には右腕となる。エンブレム形態は円形。
ベアーフォールディングゾード（熊折神）
マイクのゾードで、合体の際には左足となる。エンブレム形態は四角形。動物形態での戦闘では、後足で立ち上がり爪を振るうことも可能。
エイプフォールディングゾード（猿折神）
エミリーのゾードで、合体の際には左腕となる。エンブレム形態は三角形。
ビートルゾード（兜折神）
ビートルディスクで召喚されるヘラクレスオオカブト型の支援ゾード。頭部を回転させて角で敵を突いたり、エネルギー弾による遠距離攻撃が可能。
当初はジェイデンが所持していたが、後にマイクに受け継がれた。
ソードフィッシュゾード（舵木折神）
ソードフィッシュディスクで召喚されるカジキ型の支援ゾード。毒を浄化する癒しの能力を持つ。魚雷を発射したり、鼻の刃で攻撃が可能。
長い間、行方不明になっていたが、釣り人の協力でケビンに釣り上げられる。
タイガーゾード（虎折神）
タイガーディスクで召喚されるホワイトタイガー型の支援ゾード。地面に穴を掘る能力を持つ。ゾード形態では、地下を掘り抜いて地割れを作ることが可能。
かつてマスター・ザンドレッドが冥界に封じられた際に奈落に落ちてしまい、マディモットに支配されていた。その後、ジェイデンの手に渡る。
オクトゾード（烏賊折神）
アントニオが幼い頃にジェイデンから託されたゾード。墨を吐いたり、吸盤で敵に貼り付いて攻撃する。
原作と同一のデザインにもかかわらず、なぜかモチーフがイカからタコに変更されている。普段はクーラーボックスの中で待機している。
クローゾード（海老折神）
アントニオが使用するロブスター型ゾード。巨大なハサミを持ち、リング状の光弾を放つことができる。やはり普段はクーラーボックス内で待機している。
かつての戦闘で損傷したためジイが保管していたが、アントニオによって修復された（原作ではシンケンゴールドが一から造り出した）。
シャークゾード（恐竜折神）
シャークディスクで召喚される支援ゾードで、4本足と稲妻型の頭部を備えた剣の姿をしている。レンジャー自身の刀とすることが可能でその場合にはレンジャーはディスクの力でシャークアタックレンジャーにパワーアップする。
巨大化したこのゾードを操縦する場合、レンジャーはメガシャークモードと呼ばれる姿になる。
モチーフが原作の恐竜からサメへと変更されている。
シャークソード（キョウリュウマル）
レッドレンジャーの主要武器。秘伝パワーディスクの力でレンジャーたちの誰か1人をハイパーサムライレンジャー（ハイパーシンケンジャー）にパワーアップすることができるようになった。
ライトゾード（ダイゴヨウ）
シバハウスに保存してあった提灯型のゾード。ふだんは提灯に似た姿をしているが、アントニオの剣を使うことで戦闘形態へと変わる。
他のサムライは光の力を持っていなかったため開放することができなかったが、そのことはスイッチビーストの能力によって魚恐怖症に陥ったアントニオが恐れを克服する理由の一つにもなった。
原作では自我を持っているが、本編では自我は持っていない。
ブルゾード（牛折神）
2輪の貨車を牽引するウシ型ゾード。この世で最初に現れたフォールディングゾードで、最高の出力を有する。制御が外れて山間部で暴走したため、グランドショーグンによって300年間、山の中に封印されていた。代々ブルゾードを守る家系に生まれたコーディは3歳のころからブルゾードに話しかけてきたため、ブルゾードを手なずけられると信じていた。
コーディが解放のサムライシンボルを使うことでブルゾードは解き放たれ、最初は制御するためのディスクが不完全だったため暴走したが、彼の父が完全版のディスクをジェイデンに渡し、それを使うことで制御できるようになった。

### メガゾード（侍巨人）
サムライメガゾード（シンケンオー）
5体のフォールディングゾードが合体して誕生する巨人。巨大な刀・メガブレードを振るう「サムライストライク」で敵を討つ。原作とはコックピットの描写が異なっている。玩具ではパワーレンジャーシリーズ20周年記念に合わせて、侍戦隊シンケンジャーのシンケンオーが日本版のパッケージのままを帯付きで輸入され、販売されていた。
ビートルブラスター・メガゾード（カブトシンケンオー）
メガゾードがビートルゾードを武装した形態。砲撃を連発する他、兜を回転させて火球を放つ「ローティングビートルブラスター」という必殺技を持つ。
ソードフィッシュフェンサー・メガゾード（カジキシンケンオー）
メガゾードがソードフィッシュゾードを武装した形態。メガブレードをツインブレードモードに変化させて戦う。魚雷攻撃の他、頭部にセットしたメガブレードで敵を切り裂く「ソードフィッシュスラッシュ」という必殺技を持つ。
タイガードリル・メガゾード（トラシンケンオー）
メガゾードがタイガーゾードを武装した形態。両肩のドリルが武器で、ドリルで敵を砕く「タイガードリルチャージ」という必殺技を持つ。
オクトスピア・メガゾード（イカシンケンオー）
メガゾードがオクトゾードを武装した形態。右腕の槍が武器である他、盾から冷気を噴射して攻撃することが可能。
サムライシャークメガゾード（キョウリュウシンケンオー）
メガゾードがシャークゾードを武装した形態。伸縮可能な刀・シャークソードで切り裂く「シャークソードスラッシュ」が必殺技。
サムライバトルウイング（ダイテンクウ）
ビートル、ソードフィッシュ、タイガーの3体をサムライシンボルで合体させた形態。サムライメガゾードとは違い人型ではないが、その代わりに自由に空中飛行が可能。必殺技は「ヴォルテックススピン」と「チャージングスラッシュ」。
バトルウィング・メガゾード（テンクウシンケンオー）
「功」のサムライシンボル（原作では「超」）により、サムライバトルウイングとサムライメガゾードを合体させた形態。サムライバトルウイングの飛行能力が追加され機動力が大幅にアップした。必殺技は上空から刀を振り下ろす「フライイングスラッシュ」。
クローバトルゾード（ダイカイオー）
クローゾードが人型に変形した戦闘形態。方角になぞらえた4つの姿を持ち、戦況に応じて異なる武器を使う。
クローバトルゾード・イースト（ダイカイオーヒガシ）
両手の爪で戦う形態。必殺技は両手の爪で切り裂く「クローピンチャースラッシュ」。
クローバトルゾード・ウェスト（ダイカイオーニシ）
クローゾードの尾を扇状の武器として使用する形態。
クローバトルゾード・サウス（ダイカイオーミナミ）
2本の刀で戦う形態。必殺技は両手の刀で敵を切りつける「ダブルカタナストライク」。
クローバトルゾード・ノース（イカダイカイオー/ダイカイオーキタ）
オクトゾードを装備した形態で、槍と盾を持って戦う。必殺技は槍で敵を貫く「オクトスピアチャージ」。
クローアーマー・メガゾード（ダイカイシンケンオー）
サムライメガゾードとクローバトルゾードが、スーパーサムライコンビネーションによって合体した姿。合体のためにはレンジャーのうち1人がスーパーメガモードになる必要がある。必殺技は「ダブルカタナストライク」。
サムライバトルキャノン（イカテンクウバスター）
ビートル、ソードフィッシュ、タイガー、オクトの4体が合体した武器。必殺技の「サムライキャノンブラスト」はシンボルパワーを大量に消費するため、1度に1発しか撃てない。
ライトメガゾード（ダイゴヨウ）
ライトゾードの人型戦闘形態。アントニオの命令に従って動き、格闘戦に長ける。攻撃技はブレイジングライト、メガスピンアタック、バトルディスクアタック、スキャッターショット。
サムライライトゾード（シンケンダイゴヨウ）
ライトメガゾードがライオンを除く4体のフォールディングゾードと合体した形態。
ブルメガゾード（モウギュウダイオー）
ブルゾードの人型戦闘形態。
主にショーグンモードとなったジェイデンが操縦し、その最高の出力によって威力を発揮する。武器はショルダーブラスターとリボルビングレーザーブラスター。必殺技は「ファイナルストライク」。
サムライギガゾード（サムライハオー）
ライトゾードとシャークゾードを除いた11体のゾードがアルティメットサムライコンビネーションによって合体した姿。スーパーメガモードかショウグンモードとなったレンジャーを中心に操縦される。攻撃技はタイガードリルチャージ、ピンチャークロー、アルティメットサムライスラッシュ。必殺技は全ゾードのエネルギーを集中して放つ「シンボルパワーメガストライク」。
サムライシャークギガゾード（キョウリュウサムライハオー）
サムライギガゾードがシャークゾードを刀として装備した形態であり、ギガゾードの真の姿。攻撃技はシャークソードスラッシュ。必殺技は全ゾードのエネルギーを刀身に纏って斬る「アルティメットサムライスラッシュ」。

## 関連用語
シバ・ハウス（志葉家）
サムライレンジャーたちが修行を行っている道場。
- 撮影所内にオープンセットが作られている。

テンゲンゲート（天幻寺）
サムライの聖地。長らくブラックボックスが保管されていた。

## キャスト

### レギュラー・準レギュラー
- ジェイデン / レッドレンジャー - アレックス・ハートマン（日本語吹替 - 遊佐浩二）
- ケビン / ブルーレンジャー - ナジー・デ・テージュ（最上嗣生）
- ミア/ ピンクレンジャー - エリカ・フォン（小島幸子）
- マイク / グリーンレンジャー - ヘクター・デヴィッドJR.（羽多野渉）
- エミリー / イエローレンジャー - ブリトニー・アニー・パータル（下山田綾華）
- アントニオ / ゴールドレンジャー - スティーブン・スカイラー（伊丸岡篤）
- ローレン / 新レッドレンジャー - キンバリー・クロスマン（桑島法子）
- メンター・ジイ - レネ・ナウファフ（上田燿司）
- ファーカス・バルクマイアー - ポール・シュリアー（桂一雅）
- スパイク・スカロヴィッチ - フェリックス・ライアン（岡野浩介）
- ジェイデンの父 / 旧レッドレンジャー  - スティーブン・A・デイビス
- マスター・ザンドレッドの声 - ジェフ・スザスターマン（上田燿司）
- オクトローの声 - ジェフ・スザスターマン（伊丸岡篤）
- ダユウの声 - ケイト・エリオット（浅川悠）
- デッカーの声および人間態 - リック・メディナ（咲野俊介）
- セラータの声[注釈 1] - デレク・ジャッジ（最上嗣生）
- ムーガーの声 - ジェレミー・バーチャル
- ナレーター - スティッグ・エルドレッド

### ゲスト
- セリナ（S1：4） - ジャシンダ・スティーブンズ（川島悠美）
- ダイスケ（S1:15） - グラント・マクファーランド（板取政明）
- ダリア（S1:17、S2:18）[注釈 2] - ルーガン・ド・ブレイ
- コーディ（S2：6、12） - ブルック・アレクサンダー（合田絵利）
- グランド・ショーグンの声（S2：6） - ジム・マクラーティ
- テレンス・ワタナベ（S2：7） - ジェイバー・サントス（朝比奈拓見）
- ユージン・スカロヴィッチ（S2:20） - ジェイソン・ナーヴィー（咲野俊介）

### スーツアクター
- レッドレンジャー[23][24] - 羽賀亮洋
- レッドレンジャー(MVパワーレンジャーダブステップ)[25] - ジー・アレクサンダー
- ブルーレンジャー[24]-川本耕史
- ブルーレンジャー-野田さとし
- グリーンレンジャー- 大隈厚志
- グリーンレンジャー[24]（変身前のスタントも担当）[26]- 三村幸司
- イエローレンジャー[27] - 杉山綾
- イエローレンジャー[24] 、レッドレンジャー（ローレン）[28]-大石将史
- ピンクレンジャー[29] - 横山和博
- ピンクレンジャー[30] - 梛野素子
- ゴールドレンジャー -田之上生海
- レンジャーオペレーターシリーズレッド[31](カースタント) - マーク・ハリス
- 他[32] - 岩上純、稲留正樹

## スタッフ
- 製作総指揮 - ジョナサン・ヅァクワー
- プロデューサー - サリー・キャンベル
- 共同プロデューサー - エリー・デケル、ブライアン・カセンティーニ
- 音楽 - ノアム・カニエル
- ストーリーエディター - ジェームズ・W・ベイツ
- アクション監督 - 坂本浩一（第1 - 第20話[注釈 3]、大西雅樹（第21話 - ）
- アディショナル・マテリアルズ・ディレクター - 坂本浩一（第1 - 第20話[注釈 3]）、野口彰宏
- スタント・コーディネーター：マーク・ハリス
- セカンドユニット監督 - 野口彰宏、大西雅樹、鈴村展弘（クリスマスSP、テレビムービー、スーパーサムライ）
- 撮影監督 - イアン・ローゼンバーグ
- セカンドユニット撮影監督 - レワ・ハーレ
- 編集 - ゲイリー・ハント、ブラフ・ジョンソン、マーク・テイラー
- プロダクション・デザイナー - ミロ・ハーレ
- 創造者 - ハイム・サバン、東映
- オリジナルシリーズ原作 - 八手三郎
- 日本版脚本 - 小林靖子、大和屋暁、石橋大助
- コンサルティング - アイザック・フロレンティーン、アミット・バウミク
- 制作 - パワーレンジャー・プロダクション、東映、サバン・ブランド
- 配給 - サバン・ブランド（国際配給 - マービスタ・エンターテイメント）

### 日本語版制作スタッフ
- プロデュース - 宇都宮孝明
- 音響監督 - みさわあやこ
- 翻訳 - 浅野倫子
- 録音調整 - 宮本明子
- キャスティング - 小浜匠
- 制作 - 志田直之、青柳夕子
- 制作 - 東映

## 主題歌
「Power Rangers Samurai Theme」
アレンジ - ノアム・カニエル / 歌 - パワーレンジャー&ノアム・カニエル
『パワーレンジャー』第1作の主題歌「Go Go Power Rangers」のアレンジ。

## 各話リスト
試写を見た放送局の判断で第3話として制作された「サムライレンジャー参上!」が第1話となり、本来の第1・2話はオリジン特番として後から放送された。
| 話数                               | サブタイトル                 | サブタイトル                          | 登場モンスター                                                                   | 監督                   | 脚本                                                        | 放送日         | 放送日         |
| 話数                               | 邦題                         | 原題                                  | 登場モンスター                                                                   | 監督                   | 脚本                                                        | 北米           | 日本           |
| ---------------------------------- | ---------------------------- | ------------------------------------- | -------------------------------------------------------------------------------- | ---------------------- | ----------------------------------------------------------- | -------------- | -------------- |
| パワーレンジャー・サムライ         |                              |                                       |                                                                                  |                        |                                                             |                |                |
| 1                                  | サムライレンジャー参上!      | The Team Unites                       | ローファー（ロクロネリ） （声 - マーク・ライト）                                 | ピーター・サーモン     | デビッド・シュナイダー ジェームズ・W・ベイツ                | 2011年 2月7日  | 2013年 12月3日 |
| 2                                  | ナイロックとの契約           | Deal with a Nighlok                   | ダブルストーン（ナミアヤシ） （声 - ジェラルド・アーカート）                     | ルーク・ロビンソン     | ジル・ドネラン ジョナサン・ローゼンタール                   | 2月13日        | 2013年 12月3日 |
| 3                                  | サムライたちの休日           | Day Off                               | ドレッドロック（ヤナスダレ） （声 - ロス・ガーベン）                             | ルーク・ロビンソン     | デビッド・シュナイダー ジル・ドネラン                       | 2月20日        | 12月10日       |
| 4                                  | 戦士に必要なもの             | Sticks and Stones                     | ネガトロン（ズボシメシ） （声 - デビッド・ヴァン・ホーン/吹替 - 岡野浩介）       | ルーク・ロビンソン     | デビッド・シュナイダー ジル・ドネラン                       | 2月27日        | 12月10日       |
| 5                                  | ソードフィッシュを捕まえろ   | A Fish Out of Water                   | ヤミロール（ヤミオロロ） （声 - ピーター・ジャンティ/吹替 - 櫻井トオル）         | ピーター・サーモン     | デビッド・シュナイダー ジェームズ・W・ベイツ                | 3月6日         | 12月17日       |
| 6                                  | 消えた花嫁                   | There Go the Brides                   | ―                                                                                | ピーター・サーモン     | ジル・ドネラン ジョナサン・ローゼンタール                   | 3月13日        | 12月17日       |
| 7                                  | 呪われたブルー               | I've Got a Spell on Blue              | マディモット（ヒトミダマ） （声 - ロバート・ミグノー/吹替 - 手塚ヒロミチ）       | ピーター・サーモン     | デビッド・シュナイダー ジル・ドネラン                       | 3月20日        | 12月24日       |
| 8                                  | 木を見て森を見ず             | Forest For the Trees                  | デスパライノ（オカクラゲ） （声 - ピーター・ジャンティ/吹替 - 櫻井トオル）       | ジョナサン・ブルー     | ジル・ドネラン セス・ウォルザー                             | 3月27日        | 12月24日       |
| 9                                  | リーダーの条件               | Test of the Leade                     | ロブティッシュ（ウシロブシ） （声 - ピーター・ドーブ/吹替 - 山本兼平）           | ジョナサン・ブルー     | デビットシュナイダー サムエル・P・マクリーン                | 4月10日        | 12月31日       |
| 10                                 | ジェイデンの挑戦             | Jayden's Challenge                    | ロブティッシュ（ウシロブシ） （声 - ピーター・ドーブ/吹替 - 山本兼平）           | ジョナサン・ブルー     | ジル・ドネラン ジェームズ・W・ベイツ デビット・シュナイダー | 4月17日        | 12月31日       |
| 11                                 | 予期せぬ再会                 | Unexpected Arrival                    | ボルプス（イサギツネ） （声 - アリ・ボイランド/吹替 - 桂一雅）                   | 野口彰宏               | デビット・シュナイダー セス・ウォルザー                     | 4月30日        | 2014年 1月7日  |
| 12                                 | 6人目の戦士                  | Room for One More                     | スティラトー（ヒャクヤッパ） （声 - ジョン・リー）                               | 野口彰宏               | ジル・ドネラン ジョナサン・ローゼンタール                   | 5月7日         | 2014年 1月7日  |
| 13                                 | 新たな友情                   | The Blue and the Gold                 | アントベリー（オイノガレ） （声 - バーニー・ダンカン/吹替 - 櫻井トオル）         | 野口彰宏               | デビッド・シュナイダー ジル・ドネラン                       | 5月14日        | 1月14日        |
| 14                                 | 失われた魂                   | Team Spirit                           | スプリットフェイス（ウタカサネ） （声 - サイモン・マッキニー）                   | ジョナサン・ブルー     | ビリー・ルーベン ジェームズ・W・ベイツ                      | 5月21日        | 1月14日        |
| 15                                 | テンゲン・ゲートの秘密       | The Tengen Gate                       | アラクニター（ゴズナグモ） （声 - サイモン・マッキニー/吹替 - 櫻井トオル）       | ジョナサン・ブルー     | デビッド・マクダーモット                                    | 5月28日        | 1月21日        |
| 16                                 | ジェイデンの不在             | Boxed In                              | アラクニター（ゴズナグモ） （声 - サイモン・マッキニー/吹替 - 櫻井トオル）       | ジョナサン・ブルー     | セス・ウォルザー                                            | 6月4日         | 1月21日        |
| 17                                 | 悪夢の世界                   | Broken Dreams                         | ライノスノルス（ユメバクラ） （声 - キャンベル・クーリー/吹替 - 北村謙次）       | 野口彰宏               | ジル・ドネラン                                              | 10月1日        | 1月28日        |
| 18                                 | シンケン大決戦!!             | The Ultimate Duel                     | ライノスノルス（ユメバクラ） （声 - キャンベル・クーリー/吹替 - 北村謙次）       | 野口彰宏               | ジョナサン・ローゼンタール                                  | 10月8日        | 1月28日        |
| 19                                 | エピソード・ゼロ（前編）     | Origins, Part 1                       | トゥーヤ（カゲカムロ） （声 - ウェズリー・ダウデル/吹替 - 桂一雅）               | ピーター・サーモン     | ジェームズ・W・ベイツ デビット・シュナイダー                | 10月15日       | 2月4日         |
| 20                                 | エピソード・ゼロ（後編）     | Origins, Part 2                       | スコルピオニック（オオツムシ） （声 - フィル・ブラウン/吹替 - 櫻井トオル）       | ピーター・サーモン     | ジル・ドネラン ジェームズ・W・ベイツ                        | 10月22日       | 2月4日         |
| SP1                                | ―                            | Party Monsters                        | モンスター軍団（声 - オリジナルと同じ）                                          | 野口彰宏               | ジェームズ・W・ベイツ アミット・バウミク                    | 10月29日       | ―              |
| SP2                                | ―                            | Christmas Together, Friends Forever   | ―                                                                                | ジョナサン・ブルー     | ジル・ドネラン アミット・バウミク                           | 12月10日       | ―              |
| パワーレンジャー・スーパーサムライ |                              |                                       |                                                                                  |                        |                                                             |                |                |
| 1(21)                              | スーパーサムライ見参!        | Super Samurai                         | アラクネター                                                                     | ジョナサン・ブルー     | ジェームズ・W・ベイツ                                       | 2012年 2月18日 | 2014年 2月11日 |
| 2(22)                              | シェル・ゲーム               | Shell Game                            | アルマデビル（マリゴモリ） （声 - マーク・ミチンソン/吹替 - 後藤光祐）           | ジョナサン・ブルー     | セス・ウォルザー                                            | 2月25日        | 2014年 2月11日 |
| 3(23)                              | スイッチビースト             | Trading Places                        | スイッチビースト（アベコンベ） （声 - ディーン・ヤング/吹替 - 手塚ヒロミチ）     | ジョナサン・ブルー     | デビッド・マクダーモット                                    | 3月3日         | 2月18日        |
| 4(24)                              | 光の力! ライト・ゾード!!     | Something Fishy                       | ―                                                                                | 野口彰宏               | ユージン・ソン                                              | 3月10日        | 2月18日        |
| 5(25)                              | 罠                           | The Rescue                            | アイスカー（アゼミドロ） （声 - マーク・ウィリアムズ/吹替 - 櫻井トオル）         | 野口彰宏               | サムエル・P・マクリーン                                     | 3月17日        | 2月25日        |
| 6(26)                              | 出陣! ショウグン・モード!    | The Bullzord                          | クラスター（ハッポウズ） （声 - スティーブン・ブラントン/吹替 - 桂一雅）         | 野口彰宏               | マーク・ハンドラー                                          | 3月24日        | 2月25日        |
| 7(27)                              | 再会のメロディー             | He Ain't Heavy Metal, He's My Brother | ―                                                                                | 鈴村展弘 野口彰宏      | ケビン・ルビオ デビット・マクダーモット                     | 3月31日        | 3月4日         |
| 8(28)                              | ケビンの選択                 | Kevin's Choice                        | スカーフ（フタガワラ） （声 - アダム・ガードナー）                               | ピーター・サーモン     | デビット・ローゼンタール                                    | 4月7日         | 3月4日         |
| 9(29)                              | 分身の術                     | Runaway Spike                         | ドュプリゲイター（ドクロボウ） （声 - ジョエル・トベック/吹替 - 櫻井トオル）     | ピーター・サーモン     | ジル・ドネラン                                              | 4月14日        | 3月11日        |
| 10(30)                             | 揺らぐ信頼                   | The Strange Case of the Munchies      | グリネイター（スナススリ） （声 - チャーリー・マクダーモット/吹替 - 北村謙次）   | 野口彰宏               | ジル・ドネラン                                              | 4月21日        | 3月11日        |
| 11(31)                             | 厄介な状況                   | A Sticky Situation                    | エポクサー（モチベトリ） （声 - マーク・ライト/吹替 - 板取政明）                 | ピーター・サーモン     | セス・ウォルザー                                            | 4月28日        | 3月18日        |
| 12(32)                             | 炸裂! ブル・バズーカ!        | Trust Me                              | マルダン（イクサズレ） （声 - マイケル・モリス/吹替 - 小柳良寛）                 | 野口彰宏               | マーク・ハンドラー                                          | 5月5日         | 3月18日        |
| 13(33)                             | ザンドレッドの帰還           | The Master Returns                    | ―                                                                                | 野口彰宏               | サムエル・P・マクリーン                                     | 5月12日        | 3月25日        |
| 14(34)                             | 世界の終焉                   | A Crack in the World                  | ペストリック（ツボトグロ） （声 - ジョン・チュイ）                               | 野口彰宏               | セス・ウォルザー                                            | 10月13日       | 3月25日        |
| SP3                                | ―                            | Trickster Treat                       | トリックスター（デメバクト） （声 - マーク・ミチンソン）                         | ジョナサン・ヅァクワー | マイケル・ソリッチ                                          | 10月27日       | ―              |
| 15(35)                             | 運命の一閃                   | Stroke of Fate                        |                                                                                  | 野口彰宏               | アミット・バウミク                                          | 11月3日        | 4月1日         |
| 16(36)                             | もうひとりのレッドレンジャー | Fight Fire With Fire                  | フィエラ（ヨモツガリ） （声 - チェルシー・マキューアン・ミラー/吹替 - 渡辺明乃） | 野口彰宏               | マーク・ハンドラー                                          | 11月10日       | 4月1日         |
| 17(37)                             | シンケン大勝負!!             | The Great Duel                        | ガイガートックス（オボロジメ） （声 - ポール・ハロップ/吹替 - 櫻井トオル）       | 野口彰宏               | ジル・ドネラン                                              | 11月17日       | 4月8日         |
| 18(38)                             | ナイロック・ライジング       | Evil Reborn                           | ―                                                                                | 野口彰宏               | セス・ウォルザー                                            | 11月24日       | 4月8日         |
| 19(39)                             | 封印のシンボル               | The Sealing Symbol                    | ―                                                                                | 鈴村展弘 野口彰宏      | セス・ウォルザー                                            | 12月1日        | 4月15日        |
| 20(40)                             | サムライたちよ永遠に         | Samurai Forever                       | ―                                                                                | 鈴村展弘 野口彰宏      | デビット・マクダーモット                                    | 12月8日        | 4月15日        |
| SP4                                | ―                            | Stuck on Christmas                    | グレッド（ナリスマシ） （声 -ジェームズ・コールマン）                            | ジョナサン・ブルー     | ジル・ドネラン                                              | 12月15日       | ―              |

## テレビ映画
『Clash of the Red Rangers the Movie』
- 監督 - ジョナサン・ヅァクワー、脚本 - ジェームズ・W・ベイツ
- 登場モンスター - シャークジョウ（ソギザライ）（声 - ディーン・ヤング）、ジェネラル・ガット（脂目マンプク）（声 - ジェフ・ドーラン）、サージェント・トレッド（ホムラゴキ）（声 - ジョン・ディヴィグ）

2011年11月26日に放送されたテレビ映画。『パワーレンジャー・RPM』とのクロスオーバーストーリー。『侍戦隊シンケンジャーVSゴーオンジャー 銀幕BANG!!』と『侍戦隊シンケンジャー 銀幕版 天下分け目の戦』がベースとなっている。
アントニオ役のスティーブン・スカイラーは出演せず、ゴールドレンジャーの声はジェレミー・バーチャルが吹き替えている。ナレーターはキャンベル・クーリー。
ジェームズ・ベイツによれば当初、放送時間は75分の予定であり、レッド以外のRPMレンジャーも変身後のみであるが登場する予定だったされる。本作品制作の際、『RPM』の舞台が過去作品および本作品とはパラレルワールドであると設定された。
 ゲストキャラクター 
スコット / レンジャーオペレーターシリーズレッド（ゴーオンレッド）
声 - トビアス・リース
他の次元からやって来た戦士。ジェイデンと共闘し、ジェイデンから受け取ったシャークディスクを自分の武器に装着してパワーアップする。環境が違うことから、変身を解除しなかった。
サムライシンボルによって作られた赤いスポーツカーを運転した他、ジイのバイクを使った。
- スコット役のエカ・ダーヴィルが撮影に参加できないことから変身後のみの登場となり、キャストクレジットも変名となっている。

プロフェッサー・コグ（害統領バッチード）
声 - キャメロン・ロードス
他の次元からグラインダ軍団と共にやってきたロボット。ナイロックと結託する。
『パワーレンジャー・スーパーメガフォース』第14話にて再登場する。

## 映像ソフト化

### 日本
発売元は全て東映ビデオ。
パワーレンジャー SAMURAI（DVD、全5巻）
第1巻は2014年4月11日発売。第2巻と第3巻は同年5月9日発売。第4巻と第5巻は同年6月13日発売。2017年5月10日に廉価版が発売。
パワーレンジャー SUPER SAMURAI（DVD、全5巻）
第1巻は2014年7月11日発売。第2巻と第3巻は同年8月8日発売。第4巻と第5巻は同年9月12日発売。2017年5月10日に廉価版が発売。
他に『獣電戦隊キョウリュウジャー』 DVD Vol.8と『侍戦隊シンケンジャー』コンプリートBlu-ray 1に第1シーズンの第1話が特典として収録されている。

## ゲーム

### テレビゲーム
全てバンダイナムコゲームスからの発売。
Power Rangers Samurai
2011年11月22日に発売されたニンテンドーDSとWiiのマルチタイトルソフト。開発はインティ・クリエイツ。
Power Rangers Super Samurai
2011年11月22日に発売されたXbox 360用ソフト

### アプリ
全てサバン・ブランドからのリリース。
Power Rangers Samurai SMASH!
2011年5月19日にリリースされたIOS用アプリ。
Power Rangers Samurai Samurai Steel
2011年12月7日にリリースされたIOS用アプリ。

## 国際展開
イギリスでは2011年5月7日からニコロデオンで放送され、関連商品の売り上げも好調とされる。フランスではGuliで放映され、平均視聴者数が31万5000人を記録し、4歳から14歳までのキッズアクション番組の視聴率1位を獲得している。メキシコでは2011年7月11日からニコロデオンで放送。インドではドリーム・シアターがサバンからライセンスを取得し、2012年からニコロデオンで放送。
日本では2013年に「パワーレンジャー日本語吹替版プロジェクト」第3弾として日本語吹替版を制作、『パワーレンジャー SAMURAI』のタイトルで同年12月3日より東映チャンネルで放送後、2014年2月11日から続編『SUPER SAMURAI』が放送された。